# Siemens-Schuckert R.II
Siemens-Schuckert R.II là một mẫu thử máy bay ném bom chế tạo ở Đức trong Chiến tranh thế giới I.

## Quốc gia sử dụng
Đế quốc Đức
- Luftstreitkräfte
  - Riesenflugzeugersatzabteilung[3]
  - Riesenflugzeug Schulabteilung[3]

## Tính năng kỹ chiến thuật
Dữ liệu lấy từ Grey & Thetford 1962, p.572
Đặc điểm tổng quát
- Kíp lái: 5
- Chiều dài: 18.5 m (60 ft 8½ in)
- Sải cánh: 38 m (124 ft 8¼ in)
- Chiều cao: 4.6 m (15 ft 1⅛ in)
- Diện tích cánh: 233 m2 (2,516 ft2)
- Trọng lượng rỗng: 6.150 kg (13.540 lb)
- Trọng lượng có tải: 8.460 kg (18.612 lb)
- Powerplant: 3 × Mercedes D.IVa, 190 kW (260 hp) mỗi chiêc

Hiệu suất bay
- Vận tốc cực đại: 110 km/h (69 mph)
- Thời gian bay: 4 giờ